# Академгородок (Красноярск)
Красноя́рский Акаде́мгородо́к — микрорайон города Красноярска, расположенный на последней вершине Саянского хребта. Административно входит в состав Октябрьского района. Условно разделяется жителями на Нижний и Верхний Академгородок. Фактически Академгородок расположен в пределах ул. Киренского-пр. Свободный -ул. Лесная.

## История
Создать в Красноярске отделение Академии наук СССР и построить в нём академические институты планировалось с середины 1950-х годов.
Первым академическим учреждением Красноярска стал Институт физики, созданный в 1956 году академиком Л. В. Киренским. Первоначально институт размещался в здании по адресу ул. К. Маркса, д. 42.
Самую длинную историю имеет Институт леса, созданный в 1944 году в Москве академиком В. Н. Сукачёвым и носящий теперь имя своего основателя и первого директора. В 1959 году институт был включён в состав Сибирского отделения Академии наук СССР и перебазирован в Красноярск, где вначале располагался по адресу пр. Мира, д. 53.
Здание Института физики в Академгородке построили в 1963 году. Высадили сосновый лес. Первые жилые дома Академгородка построили в 1965 году.
В 1974 году в Академгородке построено здание Института леса.
20 января 1975 года был создан Вычислительный центр Сибирского отделения АН СССР (ВЦК СО АН СССР); в 1997 году — реорганизован в Институт вычислительного моделирования СО РАН (ИВМ СО РАН).
В 1976 году построено первое здание Верхнего Академгородка — новая школа.
В 1977 году начала формироваться коллекция дендрария Института леса.
В 1979 году был организован филиал Сибирского отделения АН СССР (сейчас Красноярский научный центр СО РАН)
1 июля 1981 года на базе Отдела биофизики Института физики им. Л. В. Киренского организован Институт биофизики.
В июне 1983 года создан Дом учёных.
В 1992 году корпус Экологии. 
10 сентября 2003 года в Академгородке открылся Музей леса.

## Основные научные центры Академгородка
В Академгородке располагаются более 20 научных учреждений и организаций, среди которых:
- Институт леса имени В. Н. Сукачева СО РАН
- Институт физики имени Л. В. Киренского СО РАН
- Институт вычислительного моделирования СО РАН
- Институт биофизики СО РАН
- Институт химии и химической технологии СО РАН
- СКТБ «Наука» КНЦ СО РАН

А также:
- Центральная научная библиотека КНЦ СО РАН — более 50 тысяч единиц хранения.
- Библиотека Института физики им. Л. В. Киренского СО РАН — уникальный фонд научных журналов на русском и иностранных языках и книги по отдельным физическим и техническим наукам (более 100 тыс. экз.). Доступ к научным электронным ресурсам[3]
- Дендрарий Института леса
- Корпус института экологии

## История научных исследований
В 1970-х годах проведена серия уникальных экспериментов по моделированию замкнутой биосферы для создания систем жизнеобеспечения человека.

## Школы
В академгородке действует гимназия № 13 (школа № 41 до 2008 г. ) и детская музыкальная школа № 11. СДЮШ по горным лыжам, СДЮШ по мотокроссу. Спортивный клуб «Радуга» на базе которого существовали СДЮШ по велогонкам, СДЮШ по футболу, СДЮШ по хоккею с шайбой, СДЮШ по боевым искусствам(самбо, каратэ, ушу), СДЮШ по фигурному катанию, СДЮШ по картингу, СДЮШ по лыжным гонкам, СДЮШ по лёгкой атлетике. Академия биатлона, лыжная база и горнолыжные комплексы Сопка и Блинка, бассейн Солнечный.

## Памятники истории
Могила академика Л. В. Киренского. В 1974 году на могиле был установлен памятник, по форме напоминающий красноярские «Столбы». (авторы Н. А. Силис, В. С. Лемпорт, Л. А. Соколов).

## Памятники природы
Родник в районе Академгородка — учреждён в 1984 году решением исполкома Крайсовета № 471 для сохранения его как источника чистой питьевой воды и имеющего рекреационное значение. 